# Neocercophana
Neocercophanaeste un gen de molii din familia Saturniidae. 

## Specii
- Neocercophana philippii Izquierdo, 1895